# Гожева, Наталья Анатольевна
Наталья Анатольевна Гожева (урождённая Мальцева; род. 23 августа 1949 года, Ташкент, Узбекская ССР, СССР) — советский и российский искусствовед-востоковед, историк, специалист по культуре Юго-Восточной Азии. Кандидат искусствоведения. Одна из авторов «Большой Российской энциклопедии».

## Биография
Родилась в Ташкенте в семье инженеров: отец Анатолий Георгиевич Мальцев — специалист по нефтяному оборудованию, мать — Изабелла Михайловна Мальцева (Давидович) — инженер-технолог. В 1952 г. семья переехала в Самарскую область. В 1966 г. Наталья Анатольевна окончила среднюю общеобразовательную школу с серебряной медалью и одновременно детскую музыкальную школу по классу скрипки в г. Новокуйбышевске (Самарская область). В 1970 г. окончила с красным дипломом Куйбышевское музыкальное училище по специальности струнные инструменты, педагог по классу скрипки. В 1971—1976 гг. — студентка исторического факультета МГУ имени М. В. Ломоносова, который окончила по специальности «история и теория искусства, искусствовед». В 2005 г. в Научно-исследовательском институте теории и истории изобразительных искусств РАХ защитила диссертацию на учёное звание кандидата искусствоведения «Буддийский канон в традиционном искусстве Лаоса».
Начала трудовую деятельность во время учебы в 1968 г. как преподаватель по классу скрипки сначала в г. Новокуйбышевске, а затем в московском Дворце культуры Московского нефтеперерабатывающего завода. С 1974 г. работает в Государственном музее Востока, сначала экскурсоводом, затем научным сотрудником отдела (позже сектора) Юго-Восточной Азии, возглавляла его с 1996 по 2013 г., в настоящее время — главный научный сотрудник отдела искусства народов Дальнего Востока, Юго-Восточной Азии и Океании. Гожева Наталья Анатольевна — эксперт Министерства культуры РФ по культурным ценностям Юго-Восточной Азии
. В 1992—2000 гг. преподавала (по совместительству) в московской общеобразовательной школе № 1158 мировую художественную культуру. Как преподавателю этой дисциплины Н. А. Гожевой присвоена в 1998 г. Московским комитетом по образованию высшая квалификационная категория.

## Творческая и научная деятельность
В Государственном музее Востока Н. А. Гожева является хранителем постоянных экспозиций искусства Юго-Восточной Азии, Японии и Кореи (более 1000 музейных предметов), проводит большую работу по пополнению коллекций, является опытным экспозиционером, куратором и участником около 50 выставок, в том числе таких крупных как «Традиционное искусство Лаоса» (1987), «Буддийские реликвии Мьянмы» (1990), «Мифы и легенды в искусстве Юго-Восточной Азии» (1990—1992, ГМВ, Калининград, Одесса, Измаил), «Волшебный мир узоров» (2005), «Продолжая традиции собирательства» (2010 — ГМВ, 2012—2013 — Красноярск, Новокузнецк, Кемерово, Новосибирск), «Магия узоров» (2012—2014 — Майкоп, Тимашевск, Калуга), «Лаосская мозаика» (2015), «Десять цветов искусств» (2017), «Легенды Востока» (2017) и др..
Н. А. Гожева принимала участие в ряде научных конференций, сессий и заседаний, которые проводились как в Музее Востока, так и в других российских и зарубежных культурных учреждениях. Ежегодно читает лекции по искусству стран Юго-Восточной Азии. С 2000 г. — член Редакционно-издательского совета ГМВ, была редактором трех сборников «Научные сообщения ГМВ» (XXIII, XXIV, XXV), альбомов «Восток: Искусство быта и бытия», «Продолжая традиции собирательства», а также более 20 других опубликованных работ музейных сотрудников. Член правления Общества дружбы и сотрудничества с Республикой Союз Мьянма.

## Награды
- Медаль «В память 850-летия Москвы» (1998)
- Звание «Заслуженный работник культуры Российской Федерации» (1999)
- Медаль «За веру и добро» Кемеровской области (2012)

## Основные труды

### Монографии
- Мифы и легенды в искусстве стран Юго-Восточной Азии. М.: ВРИБ «Союзрекламкультура», 1990, 112 с. (совместно с М. Б. Кохан, Г. М. Сорокиной, Н. П. Чукиной).
- Традиционное искусство Юго-Восточной Азии в собрании Государственного музея Востока (=The traditional South-East Asian art collection of the State museum of oriental art). Оформление П. А. Маслова. М.: Всероссийский банк развития регионов, 2001, 175 с. ISBN 5-89036-078-7 (совместно с Г. М. Сорокиной).
- Волшебный мир узоров. Энциклопедия орнаментальных мотивов Юго-Восточной Азии. М.: Print House, 2003, 198 с ISBN 5-94930-007-6 (совместно с Г. М. Сорокиной, Н. П. Чукиной).
- Золотой Будда Лаоса. М.: ГМВ, 2016, 164 с. ISBN 978-5-903417-86-5.
- Камбоджа. Таиланд. Мьянма // Люди Моря. Этнографическая коллекция Юго-Восточной Азии. Калининград: Музей мирового океана, 2018, с. 181—264 (совместно с др.). ISBN 978-5-6041088-0-2.

### Статьи
- Гусь в Древней Индии // «Природа», 1978, № 3, с. 157—160.
- Малайзийские батики // «Азия и Африка сегодня», 1979, № 8, с. 64.
- Бирма — далекая и близкая // «Советская женщина», 1979, № 5, с. 34-35 (на кит. яз.).
- Город «Золотого Будды» // «Советская женщина», 1980, № 6, с. 4-5 (на кит. яз.).
- Художественные ремесла Бирмы // «Азия и Африка сегодня», 1980, № 2, с. 64-65.
- К вопросу об изучении тайской бронзовой скульптуры в собрании ГМИНВ // Научные сообщения ГМИНВ. Вып. XVI. М., 1982., с. 31-46.
- Традиционное текстильное искусство Лаоса // Научные сообщения ГМИНВ. Вып. XVII. М., 1984, с. 27-57.
- Образ Родины в советском изобразительном искусстве (по материалам выставки в Музее изящных искусств в Ханое) // «Вьен бао танг май тюат», 1986, № 4, с. 101—105 (на вьетн. языке).
- Резьба по дереву в системе архитектурного декора средневековых храмов Луангпхабанга // Научные сообщения ГМИНВ. Вып. XIX. М., 1988, с. 37-56.
- Традиционная скульптура Лаоса (По материалам выставки «Искусство Лаоса», 1982 г.) // Научные сообщения ГМИНВ. Вып. XIX. М., 1988, с. 57-66.
- Художественные произведения Лаоса в собрании ГМВ // Научные сообщения ГМВ. Вып. XXI. М., 1992, с. 45-61.
- Произведения буддийского искусства Таиланда в собрании Госу¬дарственного музея Востока. // Научные сообщения ГМИНВ. Вып. XXII. М., 1996, с. 3-23.
- «Корабль мертвых», или Вселенная на индонезийских тканях (совместно с Г. М. Сорокиной) // «Мир музея», 2000, № 6, с. 24-29, 37.
- История появления и развития буддийского художественного канона в Лаосе // Научные сообщения ГМВ. Искусство Восточной и Юго-Восточной Азии. Проблемы канона и атрибуции. Вып. XXIV. М., 2001, с. 3-39.
- Гора будд. // «ГЕО» (GEO), № 8, 2001, с. 29-34.
- Сема и ограда лаосского вата // Научные сообщения ГМВ. Вып. XXV. М., 2002, с. 49-63 (0,9 а.л.).
- Клинки Мьянмы. Легенды и история // «Прорез», 2003, № 1, с.10-16.
- Театральные представления Индонезии (совместно с Г. М. Сорокиной) // «World Art Музей» (WAM), 2003, № 5, с. 121—142.
- Костюм. // Восток: Искусство быта и Бытия. М., 2003, с. 64-67, (аннотации совместно с Г. М. Сорокиной — с. 112—123, 130—135, 164—165) ISBN 5-93-221-042-7).
- Лаковое искусство Мьянмы // «Антиквариат», 2004, № 9 (20), с. 78-87.
- Сакральные мотивы в индонезийском ткачестве (совместно с Г. М. Сорокиной) // Антиквариат, 2005, № 3 (25), с. 118—125.
- «Опиумные» гирьки Мьянмы // «Антиквариат», 2006, № 1-2 (34), с. 78-83.
- Религиозно-мифологическая основа тради¬ционного оружия Мьянмы. К расшифровке надписей на клинках бирманских мечей в собрании ГМВ (совместно с А. Е. Кириченко) // Научные сообщения ГМВ. Вып. XXVI. М., 2006, с. 238—261.
- Каноническое и фольклорное в традиционной живописи Лаоса // Народное творчество стран Востока: структура, художественные особенности, дефиниции. М., 2007, с. 41-62.
- Спускающийся с небес: иконография Будды в Индокитае // «Антиквариат», 2007, № 12 (53), с. 10-24.
- Жизнь на полу, или особенности тайского интерьера // «Resort Property», 2008, № 2, с. 8-12.
- О религиозно-мифологических, ритуальных и эстетических особенностях иконографии Будды в тхераваде на примере культового искусства Лаоса и Таиланда // Юго-Восточная Азия: историческая память, культурно-этническая идентичность и политическая реальность. Губеровские чтения. Вып. 1. М., 2009, с. 100—118.
- Великая жизнь, или предпоследнее рождение Будды в лаосской живописи // «Антиквариат», 2010, № 1-2 (73), с. 28-43.
- Драгоценные металлы и камни в искусстве Мьянмы // «Горный журнал». Специальный выпуск, 2010, с. 91-100.
- Искусство Юго-Восточной Азии. // Продолжая традиции собирательства. Каталог выставки / Под общей редакцией А. В. Седова. М.: ГМВ, 2010, с. 17-20, 117—134.
- Шанские лаки Мьянмы // «Антиквариат», 2010, № 10 (80), с. 70-85.
- Gozheva N. Buddhist Temples in Laos and the Problem of its Classification (Буддийские храмы Лаоса и проблема их классификации) // Southeast Asia. Studies in Art, Cultural Heritage and Artistic Relation with Europe / Ed. by Izabela Kopania. Warsaw-Torun, 2013, pp. 55-62.
- Чудесная реликвия Ашоки // «Восточная коллекция». 2014, № 2 (57), с. 39-56.
- «Коронованный» Будда в искусстве Индокитая // Юго-Восточная Азия: актуальные проблемы развития. Вып. XXVIII. М.: ИВРАН, 2015, с. 195—160.
- Иконографические циклы в искусстве тхеравады // Научные сообщения Государственного музея Востока. Выпуск XXVII. М.: Государственный музей Востока, 2016, с. 180—205.
- Буддийская иконография и ее интерпретации в современном искусстве Индокитая // Научные сообщения Государственного музея Востока. Выпуск XXVII. М.: Государственный музей Востока, 2016, с. 206—253.

Большая Российская энциклопедия
- Ананда : [арх. 15 июня 2022] / Гожева Н. А. // А — Анкетирование. — М. : Большая российская энциклопедия, 2005. — С. 667. — (Большая российская энциклопедия : [в 35 т.] / гл. ред. Ю. С. Осипов ; 2004—2017, т. 1). — ISBN 5-85270-329-X.
- Ангкор-Ват : [арх. 3 января 2023] / Гожева Н. А. // А — Анкетирование. — М. : Большая российская энциклопедия, 2005. — С. 683. — (Большая российская энциклопедия : [в 35 т.] / гл. ред. Ю. С. Осипов ; 2004—2017, т. 1). — ISBN 5-85270-329-X.
- Аюттхая : [арх. 3 января 2023] / Л. Ф. Пахомова (география); Е. А. Фомичёва, Н. А. Гожева (искусство) // Анкилоз — Банка. — М. : Большая российская энциклопедия, 2005. — С. 612. — (Большая российская энциклопедия : [в 35 т.] / гл. ред. Ю. С. Осипов ; 2004—2017, т. 2). — ISBN 5-85270-330-3.
- 741—742 : [арх. 8 декабря 2022] / Гожева Н. А., Пахомова Л. Ф., Фомичёва Е. А. // Анкилоз — Банка. — М. : Большая российская энциклопедия, 2005. — С. 2. — (Большая российская энциклопедия : [в 35 т.] / гл. ред. Ю. С. Осипов ; 2004—2017, т. 2). — ISBN 5-85270-330-3.
- Бангпаин : [арх. 21 октября 2022] / Гожева Н. А. // Анкилоз — Банка. — М. : Большая российская энциклопедия, 2005. — С. 749. — (Большая российская энциклопедия : [в 35 т.] / гл. ред. Ю. С. Осипов ; 2004—2017, т. 2). — ISBN 5-85270-330-3.
- Бандар-Сери-Бегаван : [арх. 5 октября 2022] / Гожева Н. А., Гуревич Э. М., Пахомова Л. Ф. // Анкилоз — Банка. — М. : Большая российская энциклопедия, 2005. — С. 749—750. — (Большая российская энциклопедия : [в 35 т.] / гл. ред. Ю. С. Осипов ; 2004—2017, т. 2). — ISBN 5-85270-330-3.
- Бантеай-Срей : [арх. 13 сентября 2022] / Гожева Н. А. // «Банкетная кампания» 1904 — Большой Иргиз. — М. : Большая российская энциклопедия, 2005. — С. 14. — (Большая российская энциклопедия : [в 35 т.] / гл. ред. Ю. С. Осипов ; 2004—2017, т. 3). — ISBN 5-85270-331-1.
- Банчианг : [арх. 1 октября 2022] / Гожева Н. А. // «Банкетная кампания» 1904 — Большой Иргиз. — М. : Большая российская энциклопедия, 2005. — С. 18. — (Большая российская энциклопедия : [в 35 т.] / гл. ред. Ю. С. Осипов ; 2004—2017, т. 3). — ISBN 5-85270-331-1.
- Батик : [арх. 4 января 2023] / Гожева Н. А. // «Банкетная кампания» 1904 — Большой Иргиз. — М. : Большая российская энциклопедия, 2005. — С. 103. — (Большая российская энциклопедия : [в 35 т.] / гл. ред. Ю. С. Осипов ; 2004—2017, т. 3). — ISBN 5-85270-331-1.
- Боробудур : [арх. 5 октября 2022] / Гожева Н. А. // Большой Кавказ — Великий канал. — М. : Большая российская энциклопедия, 2006. — С. 53. — (Большая российская энциклопедия : [в 35 т.] / гл. ред. Ю. С. Осипов ; 2004—2017, т. 4). — ISBN 5-85270-333-8.
- Будда Шакьямуни : [арх. 2 октября 2022] / Гожева Н. А. (иконография) // Большой Кавказ — Великий канал. — М. : Большая российская энциклопедия, 2006. — С. 296—297. — (Большая российская энциклопедия : [в 35 т.] / гл. ред. Ю. С. Осипов ; 2004—2017, т. 4). — ISBN 5-85270-333-8.
- Бруней / И. С. Иванова (Хозяйство), В. В. Маклаков (Государственный строй), Н. Н. Алексеева (Природа: физико-географический очерк), Э. М. Гуревич (Исторический очерк), О. О. Булаев (Здравоохранение), Н. А. Гожева (Архитектура и изобразительное искусство), В. А. Погадаев (Музыка, Театр и кино) // Большая российская энциклопедия : [в 35 т.] / гл. ред. Ю. С. Осипов. — М. : Большая российская энциклопедия, 2004—2017.
- Бут-Тхап : [арх. 29 сентября 2022] / Гожева Н. А. // Большой Кавказ — Великий канал. — М. : Большая российская энциклопедия, 2006. — С. 417. — (Большая российская энциклопедия : [в 35 т.] / гл. ред. Ю. С. Осипов ; 2004—2017, т. 4). — ISBN 5-85270-333-8.
- Бхирасри Силпа : [арх. 15 июня 2022] / Гожева Н. А. // Большой Кавказ — Великий канал. — М. : Большая российская энциклопедия, 2006. — С. 448. — (Большая российская энциклопедия : [в 35 т.] / гл. ред. Ю. С. Осипов ; 2004—2017, т. 4). — ISBN 5-85270-333-8.
- Ват-Пху : [арх. 25 октября 2021] / Гожева Н. А. // Большой Кавказ — Великий канал. — М. : Большая российская энциклопедия, 2006. — С. 663—664. — (Большая российская энциклопедия : [в 35 т.] / гл. ред. Ю. С. Осипов ; 2004—2017, т. 4). — ISBN 5-85270-333-8.
- Диенг : [арх. 28 сентября 2022] / Гожева Н. А. // Григорьев — Динамика. — М. : Большая российская энциклопедия, 2007. — С. 734. — (Большая российская энциклопедия : [в 35 т.] / гл. ред. Ю. С. Осипов ; 2004—2017, т. 8). — ISBN 978-5-85270-338-5.
- Лаос : [арх. 2 ноября 2022] / Н. Н. Алексеева (Природа: физико-географический очерк), В. А. Тюрин (Исторический очерк), Д. В. Деопик (Исторический очерк: археология), М. Ю. Ульянов (Исторический очерк: археология), В. Д. Нестёркин (Вооружённые силы), Е. Н. Афанасьева (Литература), Н. А. Гожева (Архитектура и изобразительное искусство), Н. И. Фролова (Архитектура и искусство 19 – нач. 21 вв.), М. В. Есипова (Музыка), Е. Н. Афанасьева (Театр и танец) // Крещение Господне — Ласточковые. — М. : Большая российская энциклопедия, 2010. — С. 684. — (Большая российская энциклопедия : [в 35 т.] / гл. ред. Ю. С. Осипов ; 2004—2017, т. 16). — ISBN 978-5-85270-347-7.
- Лопбури : [арх. 4 января 2023] / Гожева Н. А. // Ломоносов — Манизер. — М. : Большая российская энциклопедия, 2011. — С. 32—33. — (Большая российская энциклопедия : [в 35 т.] / гл. ред. Ю. С. Осипов ; 2004—2017, т. 18). — ISBN 978-5-85270-351-4.
- Луангпхабанг : [арх. 3 января 2023] / Гожева Н. А. // Ломоносов — Манизер. — М. : Большая российская энциклопедия, 2011. — С. 85—86. — (Большая российская энциклопедия : [в 35 т.] / гл. ред. Ю. С. Осипов ; 2004—2017, т. 18). — ISBN 978-5-85270-351-4.
- Малайзия : [арх. 7 октября 2022] / Н. В. Мазеин (Общие сведения, Население, Хозяйство), Н. О. Тельнова (Природа: физико-географический очерк), В. А. Тюрин (Исторический очерк), А. О. Захаров (Исторический очерк), Д. В. Деопик (Исторический очерк), М. Ю. Ульянов (Исторический очерк: территория Малайзии в древности), В. Д. Нестёркин (Вооружённые силы), В. С. Нечаев (Здравоохранение), В. И. Линдер (Спорт), Н. М. Смурова (Литература), В. А. Погадаев (Литература), Н. А. Гожева (Архитектура и изобразительное искусство), А. С. Алпатова (Музыка), В. А. Погадаев (Танец, Театр, Кино), К. Э. Разлогов  (Кино) // Ломоносов — Манизер. — М. : Большая российская энциклопедия, 2011. — С. 604—624. — (Большая российская энциклопедия : [в 35 т.] / гл. ред. Ю. С. Осипов ; 2004—2017, т. 18). — ISBN 978-5-85270-351-4.
- Мандалай : [арх. 3 января 2023] / Гожева Н. А. // Ломоносов — Манизер. — М. : Большая российская энциклопедия, 2011. — С. 737—738. — (Большая российская энциклопедия : [в 35 т.] / гл. ред. Ю. С. Осипов ; 2004—2017, т. 18). — ISBN 978-5-85270-351-4.
- Мрау-У : [арх. 4 октября 2022] / Гожева Н. А. // Монголы — Наноматериалы. — М. : Большая российская энциклопедия, 2013. — С. 363—364. — (Большая российская энциклопедия : [в 35 т.] / гл. ред. Ю. С. Осипов ; 2004—2017, т. 21). — ISBN 978-5-85270-355-2.
- Музей искусства народов Востока : [арх. 21 октября 2022] / Гожева Н. А. // Монголы — Наноматериалы. — М. : Большая российская энциклопедия, 2013. — С. 395—396. — (Большая российская энциклопедия : [в 35 т.] / гл. ред. Ю. С. Осипов ; 2004—2017, т. 21). — ISBN 978-5-85270-355-2.
- Мьянма : [арх. 21 октября 2022] / М. А. Ананьин, Н. В. Мазеин (Общие сведения, Население, Хозяйство), Н. Н. Алексеева (Природа: физико-географический очерк), Б. Ю. Коряков (Население), Н. А. Гожева (Исторический очерк, Архитектура и изобразительное искусство), В. Д. Нестёркин (Вооружённые силы), В. С. Нечаев (Здравоохранение), В. И. Линдер (Спорт), В. А. Погадаев, Ма Тин Чо Мар (Литература), М. В. Есипова (Музыка), Н. А. Листопадов (Театр, танец; Кино) // Монголы — Наноматериалы. — М. : Большая российская энциклопедия, 2013. — С. 566—586. — (Большая российская энциклопедия : [в 35 т.] / гл. ред. Ю. С. Осипов ; 2004—2017, т. 21). — ISBN 978-5-85270-355-2.
- Накхонпханом : [арх. 15 июня 2022] / Гожева Н. А. // Монголы — Наноматериалы. — М. : Большая российская энциклопедия, 2013. — С. 713. — (Большая российская энциклопедия : [в 35 т.] / гл. ред. Ю. С. Осипов ; 2004—2017, т. 21). — ISBN 978-5-85270-355-2.
- Накхонпатхом : [арх. 26 сентября 2022] / Гожева Н. А. // Монголы — Наноматериалы. — М. : Большая российская энциклопедия, 2013. — С. 712—713. — (Большая российская энциклопедия : [в 35 т.] / гл. ред. Ю. С. Осипов ; 2004—2017, т. 21). — ISBN 978-5-85270-355-2.
- Накхонратчасима : [арх. 3 января 2023] / Гожева Н. А., Хропов А. Г. // Монголы — Наноматериалы. — М. : Большая российская энциклопедия, 2013. — С. 713—714. — (Большая российская энциклопедия : [в 35 т.] / гл. ред. Ю. С. Осипов ; 2004—2017, т. 21). — ISBN 978-5-85270-355-2.
- Накхонситхаммарат : [арх. 3 января 2023] / Гожева Н. А., Хропов А. Г. // Монголы — Наноматериалы. — М. : Большая российская энциклопедия, 2013. — С. 714—715. — (Большая российская энциклопедия : [в 35 т.] / гл. ред. Ю. С. Осипов ; 2004—2017, т. 21). — ISBN 978-5-85270-355-2.
- Нейпьидо : [арх. 4 января 2023] / Гожева Н. А. // Нанонаука — Николай Кавасила. — М. : Большая российская энциклопедия, 2013. — С. 294—295. — (Большая российская энциклопедия : [в 35 т.] / гл. ред. Ю. С. Осипов ; 2004—2017, т. 22). — ISBN 978-5-85270-358-3.
- Паган : [арх. 15 августа 2022] / Гожева Н. А. // П — Пертурбационная функция. — М. : Большая российская энциклопедия, 2014. — С. 42—43. — (Большая российская энциклопедия : [в 35 т.] / гл. ред. Ю. С. Осипов ; 2004—2017, т. 25). — ISBN 978-5-85270-362-0.
- Паксе : [арх. 4 января 2023] / Гожева Н. А., Иванова И. С. (экономика) // П — Пертурбационная функция. — М. : Большая российская энциклопедия, 2014. — С. 89. — (Большая российская энциклопедия : [в 35 т.] / гл. ред. Ю. С. Осипов ; 2004—2017, т. 25). — ISBN 978-5-85270-362-0.
- Пегу : [арх. 29 сентября 2022] / Гожева Н. А. // П — Пертурбационная функция. — М. : Большая российская энциклопедия, 2014. — С. 502—503. — (Большая российская энциклопедия : [в 35 т.] / гл. ред. Ю. С. Осипов ; 2004—2017, т. 25). — ISBN 978-5-85270-362-0.
- Пегу (Баго) : [арх. 3 января 2023] / Гожева Н. А. // П — Пертурбационная функция. — М. : Большая российская энциклопедия, 2014. — С. 503. — (Большая российская энциклопедия : [в 35 т.] / гл. ред. Ю. С. Осипов ; 2004—2017, т. 25). — ISBN 978-5-85270-362-0.
- Пещера духов : [арх. 9 декабря 2022] / Гожева Н. А. // Перу — Полуприцеп. — М. : Большая российская энциклопедия, 2014. — С. 163. — (Большая российская энциклопедия : [в 35 т.] / гл. ред. Ю. С. Осипов ; 2004—2017, т. 26). — ISBN 978-5-85270-363-7.
- Пхимай : [арх. 5 октября 2022] / Гожева Н. А. // Пустырник — Румчерод. — М. : Большая российская энциклопедия, 2015. — С. 62—63. — (Большая российская энциклопедия : [в 35 т.] / гл. ред. Ю. С. Осипов ; 2004—2017, т. 28). — ISBN 978-5-85270-365-1.
- Ступа : [арх. 15 июня 2024] / Гожева Н. А. // Социальное партнёрство — Телевидение. — М. : Большая российская энциклопедия, 2016. — С. 349—350. — (Большая российская энциклопедия : [в 35 т.] / гл. ред. Ю. С. Осипов ; 2004—2017, т. 31). — ISBN 978-5-85270-368-2.
- Таиланд : [арх. 12 октября 2022] / А. Г. Хропов (Общие сведения, Население, Хозяйство), Н. Н. Алексеева (Природа: физико-географический очерк), Е. В. Коряков (Население: этнический состав), Д. В. Деопик, М. Ю. Ульянов (древнейшие культуры), Е. А. Фомичёва (Исторический очерк), В. Д. Нестёркин (Вооружённые силы), В. С. Нечаев (Здравоохранение), В. И. Линдер (Спорт), Е. Н. Афанасьева (Литература), Н. А. Гожева (Архитектура и изобразительное искусство), М. В. Есипова (Музыка), В. А. Погадаев (Кино) // Социальное партнёрство — Телевидение. — М. : Большая российская энциклопедия, 2016. — С. 566—578. — (Большая российская энциклопедия : [в 35 т.] / гл. ред. Ю. С. Осипов ; 2004—2017, т. 31). — ISBN 978-5-85270-368-2.
- Тхатпханом : [арх. 15 июня 2022] / Гожева Н. А. // Телевизионная башня — Улан-Батор. — М. : Большая российская энциклопедия, 2016. — С. 589. — (Большая российская энциклопедия : [в 35 т.] / гл. ред. Ю. С. Осипов ; 2004—2017, т. 32). — ISBN 978-5-85270-369-9.

### Каталоги и путеводители
- Искусство Бирмы. Каталог выставки. Составители Н. И. Ожегова, Н. А. Мальцева. М., 1978.
- Лаки Бирмы. Каталог выставки (совместно с Т. Е. Шустовой). М., 1982.
- Пути развития современного изобразительного искусства Вьетнама (совместно с Г. М. Сорокиной) // «Искусство», 1986, № 9, с. 101—105.
- Традиционное искусство Лаоса. М. 1987.
- Буддийские реликвии Мьянмы. М., 1990.
- Искусство Индокитая (совместно с Г. М. Сорокиной, Т. Е. Шустовой). М., 1991.
- Искусство (совместно с С. С. Ожеговым) // Лаос. Справочник. М., 1994, с. 232—244.
- Сиам — Таиланд: предметы коллекционирования. К 60-летию восшествия на престол короля Таиланда Пхумипона Адульядета Рамы IX. М., 2006.
- Продолжая традиции собирательства. Каталог выставки / Под общей редакцией А. В. Седова. М.: ГМВ, 2010—248 с. (с. 17-20, 117—134)
- Год змеи. Образ змеи в Южной и Юго-Восточной Азии // 2013. Год змеи. Из собрания Государственного музея Востока (календарь). М.: ГМВ, 2012 (совместно с Е. М. Карловой).
- Искусство Мьянмы, Лаоса и Таиланда // Государственный музей Востока. Путеводитель. М.: ГМВ, 2012, с. 70-77; 81-87.
- Магия узоров. М.: ГМВ, 2013.
- Десять цветов искусств. Каталог выставки. М.: ГМВ, 2017.
- Искусство Юго-Восточной Азии. Путеводитель по постоянной экспозиции и коллекции ГМВ (совместно с А. С. Легостаевой и Г. М. Сорокиной). М.: ГМВ, 2018.
- Под пение цикад. Живопись Елены Ненастиной. М.: Государственный музей Востока, 2018.